# Licence de langues étrangères appliquées
La filière de langues étrangères appliquées (LEA) existe dans la plupart des universités françaises du secteur lettres et humanités. Elle propose notamment des cursus de premier cycle (licence) et de second cycle (master), respectivement de niveau bac +3 et bac +5. 
Cette filière de l'enseignement supérieur, contrairement à celle de langues, littératures et civilisations étrangères et régionales (LLCER), comprend l'étude d'au moins deux langues étrangères, accompagnées de matières d'application (français, économie, gestion, droit, marketing, informatique, etc.). C'est une filière pluridisciplinaire qui débouche sur de nombreux métiers possibles. Il n'est pas composé exactement des mêmes cours dans toutes les universités.

## Historique
La filière est née au cours des années 1970, pour offrir aux étudiants en langues une formation différente de la filière classique langues, littératures et civilisations étrangères. Après les événements de  Mai 68 un dialogue s'est entamé. Les formations universitaires accueillant toujours plus d'étudiants étaient restreintes à quelques débouchés, peu nombreux (chercheurs et enseignants). La montée du chômage était un autre problème majeur. Face à cette inadaptation du système, qui continuait de fonctionner avec ses règles traditionnelles, un projet de mettre en place de nouvelles formations a vu le jour. Avec l'accord du Ministère de l'éducation, la filière LEA (et d'autres filières) est apparue. Consacrée par le décret du 1er mars 1973 et l'arrêté du 7 juillet 1977, la  filière était clairement définie par des axes précis, qui n'excluaient cependant pas une certaine souplesse et adaptation à chaque université.
Ce souci d'autonomie laissé aux universités a longtemps fait débat et divisé les opinions : d'un côté, ceux séduits par l'originalité de cette filière en rapport avec les enjeux du monde contemporain, de l'autre les plus douteux qui s'interrogent sur la réelle spécificité de la filière LEA. Pour les satisfaire, un texte déclarait qu'une partie des enseignements devait être assuré par des praticiens, laissant part à une certaine professionnalisation.
Après des débuts difficiles dus à la pluridisciplinarité de la formation, et de sa manque de renommée voire de visibilité sur le marché du travail, la réputation et la qualité de la formation LEA se sont améliorées, et la filière LEA, formation générale ouverte à tous les bacheliers, a peu à peu fini dès les années 1990 par attirer plus d'étudiants que les filières classiques LLCE. Elle offre effectivement à ses diplômés une grande gamme de perspectives d'emploi en France et à l'étranger, dans les entreprises ouvertes à l'international, dans le tourisme, et même dans la diplomatie ou les institutions internationales .
Depuis la réforme européenne dite "Bologna" des diplômes universitaires en 2002, les masters offerts par les départements LEA se sont diversifiés, chaque université proposant désormais sa ou ses spécialisations, dans les domaines du commerce international, de la gestion de projets, du tourisme et des métiers de la langue 

## Présentation de la filière
En 2002, la filière était présente dans 51 universités, ce qui représente environ 36 000 étudiants.
Les disciplines varient selon les universités ainsi que les langues proposées, mais on retrouve généralement :
l'étude au minimum de deux langues ; de l'économie (qu'elle soit générale ou appliquée au domaine de l'entreprise) ; du droit du travail, des affaires, fiscal, commercial, etc. ; l'étude de l'histoire et des civilisations des langues étudiées ; de la communication ; de l'informatique (graphisme, HTML, etc.) ; de la comptabilité ; des statistiques ; du management.
Il y existe bien souvent des parcours types à choisir en première année de licence. Ce ne sont pas les mêmes suivant les universités.
Par exemple à l'Université de Nantes, 4 parcours sont proposés : 
Parcours 1 trilingue : 3 langues au niveau non-débutant / Parcours 2 trilingue découverte : 3 langues dont une au niveau débutant / Parcours 3 bilingue : 2 langues au niveau non-débutant / Parcours 4 bilingue découverte : 2 langues dont une au niveau débutant.
Pour les parcours qui ne comportent que deux langues, une matière d'application est étudiée pour compenser la troisième langue.
Dans d'autres universités, les deux premières années sont communes et les étudiants choisissent une spécialisation (informatique, relations internationales, traduction, etc.) en troisième année, comme c'est par exemple le cas à Strasbourg.
Après 3 ans en licence, les étudiants peuvent continuer leur cursus vers un master de LEA.
Les étudiants ont la possibilité de partir à l'étranger afin d'y étudier pendant un semestre ou une année entière dans une université partenaire en licence 3 ou master. Ces échanges se font grâce aux programmes d'échanges Erasmus (pour l'Union européenne), ISEP (pour les États-Unis), CREPUQ (pour le Québec), ou grâce à d'autres accords internationaux.

## Compétences à la sortie du baccalauréat
La majorité des étudiants de langues étrangères appliquées sont issus d'un baccalauréat littéraire car ils sont avantagés par leur facilité d'écriture et de traduction d'une langue à une autre. En 2010-2011, sur 130 élèves inscrits à l'université de Lyon 2 en première année de licence LEA, 51 venaient d'un baccalauréat littéraire, 38 venaient d'un baccalauréat ES et 13 venaient d'un baccalauréat S . Or, la filière semble davantage adaptée à des étudiants venant d'un baccalauréat ES pour lesquels il sera plus facile d'étudier l'économie, les statistiques, puisqu'ils seront déjà habitués à ce type de matières. Cette filière étant pluridisciplinaire, il est nécessaire d'aimer les langues étrangères évidemment, leur culture, leur civilisation, mais il faut également aimer étudier les faits économiques, le commerce, le droit international... et le monde de l'entreprise de manière générale. De même, il faut s'intéresser à l'actualité, être curieux et ouvert d'esprit.
Selon Jean-Claude Sergeant, universitaire qui a enseigné dans cette filière depuis sa création au milieu des années 1970 et qui a dirigé un département de LEA pendant 5 ans :

« La filière LEA demande une somme de travail importante plus proche de celle demandée aux élèves de classes préparatoires que de ce qu'on a l'habitude d'associer aux études à l'Université. »

— Jean-Claude Sergeant, Réussir en Langues Étrangères Appliquées Anglais, allemand, espagnol, italien, 1995, p. 111

## Débouchés
La filière langues étrangères appliquées prépare les étudiants à une large gamme de métiers allant de la traduction au marketing en passant par l'aide humanitaire ou même le tourisme. Une étude de l'APEC publiée en 2003 indique qu'un tiers des étudiants diplômés de LEA trouvent leur premier emploi dans le commerce ou le marketing, 25 %  dans la communication et environ 10 % dans le tourisme.
À la suite des deux premières années de licence, un étudiant peut décider de s’orienter vers une licence professionnelle afin de se spécialiser et/ou d’acquérir une double-compétence. Concernant la licence LEA, il y a un vaste choix de licences professionnelles : la licence Hôtellerie-Restauration Internationale, la licence Activité et Techniques de Communication, la licence professionnelle Banque-Assurance, etc. Cette filière ne se restreint pas à un domaine précis.
Si l'étudiant n'opte pas pour cette formation professionnelle, il bénéficie alors de nombreuses et diverses possibilités de poursuites d'études à travers toute la France : écoles de commerces, filières spécialisées dans l'économie d'entreprise, informatique, comptabilité, gestion, communication internationale… 
Il peut également décider de se diriger vers un master. En voici deux exemples : le master Affaires Internationales et Informations Stratégiques ou le master langues étrangères appliquées aux Marchés Européens et aux Marchés Émergents. Il existe une liste regroupant tous les masters envisageables pour un étudiant en langues étrangères appliquées.
En 1993, la plaquette de présentation papier de la filière langues étrangères appliquées mentionnait :

« Les diplômés de LEA sont traducteurs, exercent des fonctions commerciales et administratives, occupent des postes d'assistant-export ou de secrétaire-trilingue de haut niveau, enseignent dans la formation continue (langue de spécialité). Ils sont de plus en plus présents dans (...) les relations publiques. »

— Plaquette de présentation de la filière LEA, 1993, issue du livre de Jean-Claude Sergeant

## Orientation en Master
Le code de l'éducation fixe une liste des compatibilités des diplômes nationaux de licence avec les diplômes nationaux de master. Les recteurs d'académies et les universités s'appuient sur cette liste pour donner une admission aux étudiants souhaitant poursuivre leurs études.
| Diplôme national de licence    | Liste des diplômes nationaux de masters compatibles                                                           |
| ------------------------------ | --- |
| Langues étrangères appliquées. | Etudes européennes et internationales.                                                                        |
| Langues étrangères appliquées. | Langues étrangères appliquées.                                                                                |
| Langues étrangères appliquées. | Management et commerce international.                                                                         |
| Langues étrangères appliquées. | Relations internationales.                                                                                    |
| Langues étrangères appliquées. | Traduction et interprétation.                                                                                 |
| Langues étrangères appliquées. | Culture et communication.                                                                                     |
| Langues étrangères appliquées. | Didactique des langues.                                                                                       |
| Langues étrangères appliquées. | Français langue étrangère.                                                                                    |
| Langues étrangères appliquées. | Langues et sociétés.                                                                                          |
| Langues étrangères appliquées. | Langues, littératures et civilisations étrangères et régionales.                                              |
| Langues étrangères appliquées. | Management.                                                                                                   |
| Langues étrangères appliquées. | Sciences du langage.                                                                                          |
| Langues étrangères appliquées. | Tourisme. |
| Langues étrangères appliquées. | Métiers de l'enseignement, de l'éducation et de la formation (MEEF), 1er degré.                               |
| Langues étrangères appliquées. | Métiers de l'enseignement, de l'éducation et de la formation (MEEF), pratiques et ingénierie de la formation. |
| Langues étrangères appliquées. | Métiers de l'enseignement, de l'éducation et de la formation (MEEF), 2e degré.                                |

## Caractéristiques
Ce cursus pluridisciplinaire s'appuie sur une bonne maîtrise des langues étrangères ainsi que sur l'acquisition de connaissances et techniques dans les différentes matières d'applications. Cette filière se base sur la professionnalisation des étudiants et vise le  monde de l'entreprise. Cette orientation peut permettre d'apprendre une nouvelle langue rapidement, généralement en 3 ans, le volume horaire étant conséquent (250 heures d'enseignement de langue réparties également entre les langues). Cette filière offre de multiples possibilités de passer une année ou un semestre à l'étranger, car les départements LEA sont très impliqués dans les programmes Erasmus, ISEP et autres.
Comme dans beaucoup de parcours universitaires, le taux d'échec, en première année notamment, est élevé ; cela est surtout dû à la mauvaise orientation de bacheliers, qui sousestiment le niveau requis dans les deux langues et le volume considérable de travail exigé par la pluridisciplinarité de la filière. Par exemple, pour l'année 2010-2011, le taux d'échec pour l'Université de Nantes est d'environ 52,9 % en première année. En tenant seulement compte des étudiants se présentant aux examens, le taux de réussite est cependant beaucoup plus important. Il est ainsi de 70 % à l'Université de Nantes. Pour l'Université de Bourgogne en revanche, en 2006, sur 100 étudiants, 36 ont poursuivi en deuxième année, 12 ont redoublé leur première année, 6 ont choisi une autre première année, et 46 se sont réorientés en cours d’année ou après les examens . En revanche, après le goulet d'étranglement de la fin de la première année, les taux d'échec se réduisent considérablement.

## Répartition géographique
36 000 étudiants en LEA sont répartis dans une cinquantaine d'universités sur tout le territoire français.

### En région Nouvelle-Aquitaine
- L'université Bordeaux Montaigne
- L'université de Pau
- L'université de Limoges
- L'université de Poitiers
- L'université de La Rochelle

### En région Auvergne-Rhône-Alpes
- L'université Clermont Auvergne (Clermont-Ferrand)
- L'université Lumière Lyon 2
- L'université Jean Moulin Lyon 3 (Faculté de langues)
- L'université Stendhal Grenoble 3
- L'université de Saint-Étienne
- L'université Savoie-Mont-Blanc
- L'université catholique de Lyon

### En région Grand Est
- L'université de Strasbourg
- L'université de Haute-Alsace
- L'université de Lorraine qui regroupe l'université de Metz, l'université Nancy-II
- L'université de Reims Champagne-Ardenne. La licence mention langues étrangères appliquées y est proposée en anglais/allemand ou anglais/espagnol. Ces deux langues sont appliquées à des matières telles que géopolitique, le marketing, l'informatique, la création de sites web, le droit du marché européen, le commerce international ou bien encore à la comptabilité.

### En région Bourgogne-Franche-Comté
- L'université de Bourgogne dans l'UFR Langues et Communication de Dijon
- L'université de Franche-Comté à Besançon et Montbéliard

### En région Bretagne
On compte en Bretagne trois universités proposant ce cursus :
- l'université de Bretagne occidentale ;
- l'université de Bretagne Sud sur le site de Lorient ;
- l'université Rennes 2 : UFR Langues.

### En région Centre-Val de Loire
- L'université d'Orléans (UFR lettres)
- L'université de Tours

### En région Ile-De France
On compte en Ile-de-France dix universités proposant ce cursus.
- L'université Paris 3 - Sorbonne Nouvelle
- L'université Paris-Sorbonne (Paris IV)
- L'université Paris Diderot (Paris VII)
- L'université Paris VIII
- L'université de Paris Ouest - Nanterre La Défense (Paris X)
- L'université Paris 12-Val de Marne
- L'université Paris-Nord (Paris XII)
- L'université Paris-Est Marne-la-Vallée
- L'université de Cergy-Pontoise
- L'université d'Évry-Val d'Essonne
- L'université Vincennes-Saint Denis (Paris VIII)

### En région Occitanie
- L'université Montpellier III - Paul Valéry
- L'université de Perpignan
- L'université Toulouse II
- L'Institut catholique de Toulouse
- Le CUFR Champollion, campus de Rodez

### En région Hauts-de-France
- L'université de Lille avec son UFR de LEA à Roubaix
- L'université du Littoral Côte d'Opale avec les composantes LEA situées à Boulogne-sur-Mer et Dunkerque
- L'université d'Artois sur le campus d'Arras
- L'université de Picardie

### En région Normandie
- L'université de Caen
- L'université de Cherbourg-Octeville
- L'université de Rouen

### En région Pays-de-la-Loire
- L'université de Nantes avec une antenne à La Roche-sur-Yon
- L'université d'Angers
- L'université du Maine

### En région Provence-Alpes-Côte d'Azur
- Avignon université
- L'université Aix-Marseille I - Université de Provence
- L'université du Sud Toulon-Var
- L'université de Nice Sophia Antipolis

### En Nouvelle-Calédonie
- L'université de la Nouvelle-Calédonie

### En Polynésie Française
- L'université de la Polynésie française

## Équivalences internationales
L'équivalent britannique de la licence serait un Bachelor of Arts en Languages and International Business, ou Business with languages.
Au Brésil, LEA existe à l'Université de Brasilia, à l'Universidade Estadual de Santa Cruz et à l'Université fédérale de Paraíba. Dans le cas de l'Université de Brasilia, le cours vise à instruire les étudiants et à les préparer pour le marché du travail, dans le cadre du multilinguisme de la société de l'information ; dans d'autres universités, le cours est destiné à un public se dirigeant vers les relations internationales.

## Dans la culture

### Chanson
- Jacqueline Taieb a écrit une chanson « La fac de lettres » (1967) à propos d'une licence d'anglais.